# 秋田県道54号男鹿琴丘線

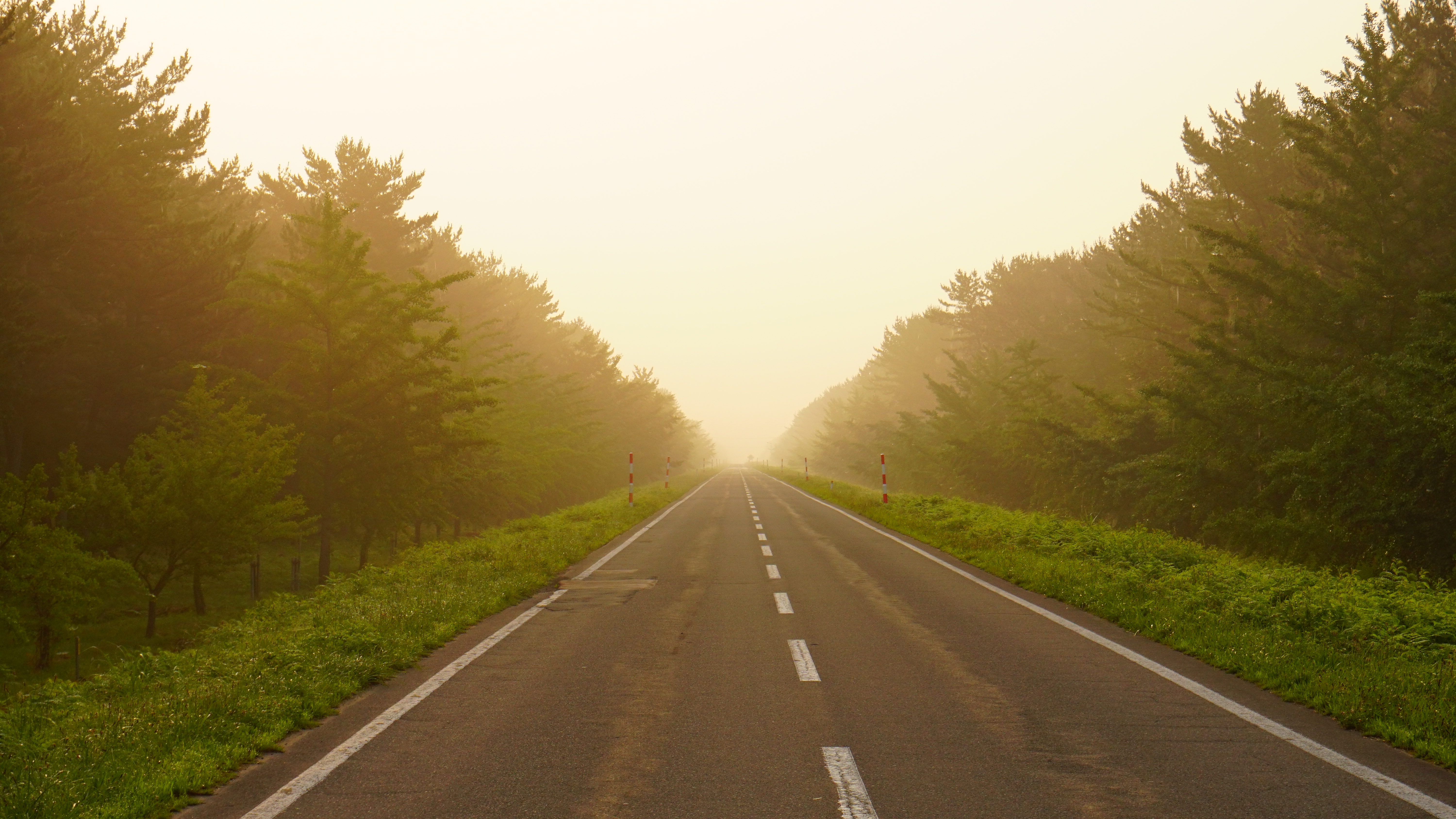
大潟村から三種町方面を望む

秋田県道54号男鹿琴丘線（あきたけんどう54ごう おがことおかせん）は、秋田県男鹿市から山本郡三種町に至る県道（主要地方道）である。

## 概要
JR東日本 男鹿線 脇本駅近郊の市道交点から北へ進み、男鹿線を渡り八郎潟の西岸を北上する。八郎潟残存湖（西部承水路）を渡って、八郎潟干拓地（南秋田郡大潟村）の北部を東西に貫き、再び東の残存湖（東部承水路）を渡る。山本郡三種町に入るとすぐに終点の国道7号に合流する。
終点を直進すると、秋田自動車道 琴丘森岳ICがある。
なお、起点から県道304号までの区間は、2010年からバイパス工事が行われ、2014年12月12日に全線が開通し県道のルートが2つに分かれていた。

### 路線データ
- 総延長 : 27,676 m[2]
- 実延長 : 25,928 m[2]
- 起点 : 秋田県男鹿市脇本富永字野田10番[3][4]
- 終点 : 秋田県山本郡三種町鹿渡字西小瀬川69番（国道7号・秋田県道37号琴丘上小阿仁線交点、鹿渡交差点）[3]
- 未供用区間 : なし[2]

## 歴史
- 1993年（平成5年）5月11日 - 建設省から、県道能代男鹿線の一部と県道琴丘男鹿公園線の一部が男鹿琴丘線として主要地方道に指定される[5]。
- 1994年（平成6年）4月1日 - 秋田県道に認定される[3]。
- 2010年（平成22年）12月21日 - 男鹿市脇本富永字東前田から男鹿市脇本富永字大牧間のバイパスが供用開始[6]。
- 2012年（平成24年）8月3日 - 男鹿市脇本富永字大牧から脇本樽沢字碇間のバイパスが供用開始[7]。
- 2013年（平成25年）3月29日 - 男鹿市野石下タ谷地の野石交差点で接続していた国道101号が、新たに日本海側のバイパスの供用を開始し、当県道とは接続しなくなった[8]。
- 2014年（平成26年）12月12日 - 男鹿市脇本百川字万丈田99から角間崎字楢沢4番5間のバイパスが供用開始[9]。

## 路線状況

### 重複区間
- 秋田県道42号男鹿八竜線（南秋田郡大潟村字西4丁目 - 南秋田郡大潟村字方口）、1.622 km[2]

### バイパス
- 男鹿市脇本富永字東前田32番地先 - 男鹿市脇本富永字大牧198番3
- 男鹿市脇本富永字大牧197番5から脇本樽沢字碇23番9
- 男鹿市脇本百川字万丈田99から角間崎字楢沢4番5

### 冬期閉鎖区間
- なし[10]

### 交通不能区間
- なし[11]

### 道路施設
- 道の駅おおがた（南秋田郡大潟村・役場入口交差点から県道42号を南へ100メートル）
- 琴丘森岳IC - 秋田自動車道 （終点を直進、県道37号を東へ600メートル）

## 地理

### 通過する自治体
- 男鹿市 - 南秋田郡大潟村 - 山本郡三種町

### 交差する道路
| 施設名           | 接続路線名                         | 備考              | 所在地                                                                             |
| ---------------- | ---------------------------------- | ----------------- | ---------------------------------------------------------------------------------- |
|                  | 市道                               | 起点              | 男鹿市脇本富永字野田                                                               |
| 脇本富永交差点   | 秋田県道55号入道崎寒風山線         | 県道55号終点      | 男鹿市脇本富永字大牧北緯39度55分28.57秒 東経139度54分4.47秒                        |
|                  | 秋田県道304号払戸琴川線            |                   | 男鹿市角間崎北緯39度57分19.2秒 東経139度54分54.0秒                                 |
|                  | 秋田県道298号道村大川線            | 県道298号起点     | 男鹿市鵜木字白榎木北緯39度58分25.1秒 東経139度55分3.4秒                            |
| 野石交差点       | 市道（旧国道101号）                |                   | 男鹿市野石下タ谷地北緯40度1分5.69秒 東経139度55分31.87秒                           |
| 役場入口交差点 - | 秋田県道42号男鹿八竜線             | 重複区間          | 南秋田郡大潟村字西四丁目北緯40度1分1.27秒 東経139度57分9.95秒 南秋田郡大潟村字方口 |
| 鹿渡交差点       | 国道7号 秋田県道37号琴丘上小阿仁線 | 終点 県道37号起点 | 山本郡三種町鹿渡                                                                   |

### 沿線の施設
- JR東日本 男鹿線 脇本駅
- 若美郵便局
- 男鹿市若美庁舎
- 男鹿市立潟西中学校（廃校）
- 大潟村役場